# Sonntagsblatt (Steiermark)
Das Sonntagsblatt (vollständiger Name: Sonntagsblatt für Steiermark) ist eine römisch-katholische Wochenzeitung der steirischen Diözese Graz-Seckau. Sie hat ihren Sitz in Graz.

## Geschichte

### „Steirisches 2-Groschen-Blatt“ (1932–1941)
Am 3. Juli 1932 erschien die erste Nummer des „Steirischen 2-Groschen-Blattes“. Diese Zeitschrift war die Nachfolgerin vom „Wahrheitsfreund“. Als Herausgeber und Verleger fungierte der Volksbund der Katholiken in Steiermark, und ihr erster Schriftleiter war der Teufenbacher Pfarrer Viktor Lipusch. Das „2-Groschen-Blatt“ erschien 14-täglich und hatte einen Umfang von vier Seiten.
Aufgrund des Anschlusses Österreichs an Deutschland und der Währungsänderung wurde der Name in „Steirisches Zwei-Pfennig-Blatt – Katholisches Sonntagsblatt“ umgeändert. Eigentümer, Herausgeber und Verleger war das Fürstbischöfliche Seckauer Ordinariat in Graz. Josef Pfandl galt als der verantwortliche Schriftleiter. Am Umfang und an der Erscheinungsfrequenz änderte sich nichts. Die „Osternummer“ am 6. April 1941 war die letzte Ausgabe der Kirchenzeitung vor dem Kriegsende. Das „Zwei-Pfennig-Blatt“ wurde ohne Ankündigung eingestellt.

### „Sonntagsblatt für Steiermark“ (seit 1945)
Nur wenige Monate nach dem Kriegsende, am 16. September 1945, erschien nach vier Jahren Unterbrechung die erste Ausgabe des „Sonntagsblattes für Steiermark“. Anton Fastl übernahm die Schriftleitung über das nun wöchentlich erscheinende Blatt. Diese Funktion übte er beinahe vier Jahrzehnte bis zu seinem Tod 1983 aus. 1955 wurde der Umfang von vier Seiten auf zwölf Seiten verdreifacht; 1965 erschien das nunmehr 16-seitige „Sonntagsblatt“ erstmals mit einem vierfarbigen Mantel. 
1984 übernahm Herbert Meßner die Schriftleitung von seinem langjährigen Vorgänger. Eineinhalb Jahrzehnte später kam es 1998 zu einer kompletten Umgestaltung der katholischen Wochenzeitung. 2005 präsentierte sich das 24-seitige „Sonntagsblatt“ zu seinem 60-Jahr-Jubiläum komplett im Farbdruck, 2008 erfolgte ein Relaunch des Layouts.

## Sparten und Inhalt
Das Sonntagsblatt befasst sich mit Neuigkeiten aus der Diözese und der Weltkirche, mit Glaubensthemen, Spiritualität und Personen. Fixpunkte sind das aktuelle Sonntagsevangelium und die Lesungen für den Gottesdienst, Kommentare und Glossen von diversen Beiträgern, Interviews, Terminbekanntgaben und Rezensionen. Zu Wort kommen Menschen aus den Bereichen Pfarre, Diözese, Orden, Schule und Universität. Regelmäßig erscheinen Reihen zu verschiedenen Themenbereichen wie z. B. die Weltreligionen oder alternativ-religiöse Bewegungen.